# Dieselgate
Il Dieselgate, noto anche come scandalo sulle emissioni o Emissiongate, è stato un episodio di cronaca che ha riguardato la scoperta della falsificazione delle emissioni di automobili munite di motore diesel del gruppo Volkswagen vendute negli Stati Uniti d'America e in Europa.
Lo scandalo è iniziato nel settembre 2015, quando l'Agenzia statunitense per la protezione dell'ambiente (EPA o USEPA) ha notificato alla multinazionale tedesca del gruppo Volkswagen un avviso di violazione del Clean Air Act, la legislazione degli Stati Uniti sulla qualità dell'aria. L'Agenzia trovò che la Volkswagen avesse intenzionalmente progettato i propri motori diesel Turbocharged Direct Injection (TDI) affinché attivassero i sistemi di controllo delle emissioni solamente durante i test di controllo delle emissioni. Ciò aveva lo scopo di fare in modo che l'emissione di ossidi di azoto (NOx) dei veicoli rientrasse entro i limiti prescritti dalla legislazione statunitense. I veicoli coinvolti sul banco di prova avevano emissioni in linea con le prescrizioni legali statunitensi grazie al software della centralina appositamente modificato per essere in grado di ridurre le emissioni a scapito di altre prestazioni durante i test di omologazione, migliorando le prestazioni a scapito dei vincoli ambientali durante il normale funzionamento. I veicoli interessati, difatti, durante l'uso normale fuori dai test di laboratorio producevano emissioni di NOx fino a 40 volte superiori rispetto ai valore registrati nei test.
Volkswagen avrebbe installato questa modifica alla centralina tramite software in circa 11 milioni di veicoli in tutto il mondo, di cui 500.000 unità solamente negli Stati Uniti, e modelli di veicoli prodotti tra il 2009 e il 2015. Il governo statunitense ordinò il recupero di quasi 500.000 vetture dotate del TDI, il motore diesel incriminato.

## Contesto
Nel 2013 l'organizzazione no-profit indipendente del Consiglio Internazionale sul Trasporto Pulito (dall'inglese, International Council on Clean Transportation o ICCT) commissionò al Centro per i carburanti motori alternativi e le emissioni dell'Università della Virginia Occidentale dei test delle emissioni su strada delle auto con motore diesel vendute negli Stati Uniti. I ricercatori condussero i test su strada in condizioni realistiche in California utilizzando un sistema giapponese di test delle emissioni a bordo, e rilevarono emissioni aggiuntive di ossido di azoto in due veicoli su tre, entrambi prodotto dalla Volkswagen. Nel maggio 2014 l'ICCT pubblicò i risultati dei test e li pose all'attenzione del California Air Resources Board (CARB) e dell'Agenzia statunitense per la protezione dell'ambiente (EPA).
Nel settembre 2015 l'EPA annunciò che la Volkswagen avesse violato il Clean Air Act installando un software illecito all'interno dei propri veicoli con motore diesel. Diverse autorità di regolamentazione di altri paesi cominciarono a indagare sulla Volkswagen, causando un calo di un terzo del valore delle azioni della compagnia immediatamente dopo la notizia. L'Amministratore delegato del Gruppo Volkswagen, Martin Winterkorn rassegnò le dimissioni, e vennero sospesi il Responsabile per lo sviluppo del brand Ulrich Hackenberg, e il Responsabile per la ricerca e lo sviluppo della casa automobilistica tedesca Porsche, Wolfgang Hatze.
Nell'aprile 2016 Volkswagen annunciò la propria intenzione di destinare €16.2 miliardi (equivalenti a $18.32 miliardi al cambio dell'aprile 2016) per rimediare allo scandalo. Nel giugno 2016 Volkswagen accettò di versare $14.7 miliardi per risolvere le cause civili negli Stati Uniti. Tale somma sarebbe stata impiegata da Volkswagen per risarcire i proprietari delle 487.000 vetture con motorizzazione diesel negli Stati Uniti, appartenenti ai marchi Volkswagen e Audi. Il risarcimento avvenne dando la possibilità ai proprietari di scegliere tra la riparazione gratuita dell'automobile e un risarcimento pari a $5.100-10.000 per compensare la perdita di valore del mezzo per via dello scandalo, oppure la rivendita dell'auto alla Volkswagen per un valore variabile tra $12.500-44.000. Volkswagen accettò anche di destinare $2.7 miliardi in programmi di pulizia ambientale e altri $2 miliardi in programmi per la promozione di veicoli a zero emissioni.

Nel gennaio 2017 Volkswagen si dichiarò colpevole per le accuse penali e ha una dichiarazione dei fatti che illustra come la direzione della compagnia abbia richiesto agli ingegneri di sviluppare questi sistemi, poiché i propri modelli diesel non avrebbero superato i test di emissioni statunitensi senza di essi, e che abbia volontariamente cercato di nascondere l'utilizzo di questi sistemi. Nell'aprile 2017 un giudice federale degli Stati Uniti ha condannato la Volkswagen al pagamento di una multa pari a $2.8 miliardi per "aver modificato illecitamente veicoli motorizzati diesel per truccare i risultati dei test governativi sulle emissioni." Il 3 maggio 2018 Martin Winterkorn venne indagato negli Stati Uniti per frode e cospirazione. Al 1º giugno 2020 lo scandalo è costato al Gruppo Volkswagen circa $33.3 miliardi in ammende, sanzioni, composizioni pecuniarie e costi di riacquisto delle automobili interessate dallo scandalo. Sono attualmente in corso diverse cause governative e civili negli Stati Uniti e nell'Unione europea, i principali mercati in cui sono state vendute le automobili interessate; seppur continuino a essere in regola per poter essere guidate nell'Unione europea, alcuni gruppi di consumatori e governi hanno cercato di assicurarsi che Volkswagen abbia risarcito adeguatamente i proprietari, così come accaduto negli Stati Uniti.
     Emissioni medie di NOx (g/km)
     Limite di emissioni di NOx previsto dalla norma Euro VI NOx (g/km)

Emissioni di ossido d'azoto (NOx) misurate su strada, per costruttore e cilindrata
Emissioni medie di NOx (g/km)
Limite di emissioni di NOx previsto dalla norma Euro VI NOx (g/km)

Lo scandalo ha aumentato la consapevolezza sui maggiori livelli di inquinamento emessi da tutti i veicoli alimentati con motori diesel di un'ampia gamma case automobilistiche, che in condizioni di utilizzo in condizioni reali hanno superato i limiti di emissione. Uno studio condotto dall'ICCT e dall'ADAC ha mostrato come le maggiori discrepanze nei valori di emissioni sono state rilevate su automobili dei marchi Volvo, Renault, Jeep, Hyundai, Citroën e Fiat, dando il via all'apertura di altri scandali sulle emissioni dei motori diesel a partire dal 2014. Si generò un dibattito sulle tesi secondo cui i macchinari controllati da software generalmente sono inclini a truccare i risultati, e di conseguenza una soluzione sarebbe rendere open-source il software per permettere uno scrutinio pubblico.

### Sviluppo di sistemi Volkswagen anti-inquinamento nei primi anni 2000
In generale, i motori diesel hanno una maggiore efficienza dei consumi e un'emissione inferiore di anidride carbonica (CO2) rispetto ai motori a benzina, ma emettono fino a 20 volte più ossido di azoto (NOx) se non vengono applicati degli accorgimenti, e i convertitori catalitici, particolarmente efficienti nel ridurre l'emissione di NOx dagli scarichi dei motori a benzina, non funzionano altrettanto bene per i motori diesel. Dal momento che i NOx sono considerati inquinanti atmosferici dannosi, le autorità di regolamentazione negli Stati Uniti e in Europa hanno implementato standard di emissione di NOx sempre più stringenti per i veicoli passeggeri sin dai primi anni 2000.
Per risolvere la questione nel 2005 la Volkswagen acquisì la licenza del sistema Mercedes di riduzione selettiva catalitica (SCR) denominato BlueTEC per lo sviluppo dei nuovi motori diesel. Seppur efficiente nella riduzione delle emissioni di NOx, un sistema SCR come il BlueTEC si rivelò essere costoso e bisognoso di molta manutenzione, oltre a richiedere più spazio per essere montato rispetto ad altri sistemi, rendendolo inadatto per le utilitarie della Volkswagen come la Golf o Jetta. Di conseguenza, alcuni dirigenti alla Volkswagen bocciarono il BlueTEC e preferirono sviluppare da zero un sistema proprietario non eccessivamente costoso denominato "Lean NOx Trap" per ridurre l'emissioni di ossidi di azoto. Nel 2007, Volkswagen cancellò l'accordo di licenza con Mercedes per il sistema BlueTEC e annunciò che avrebbe impiegato un proprio sistema di controllo delle emissioni inquinanti.

## Effetti in borsa e conseguenze legali
A seguito di questo scandalo nei giorni immediatamente successivi il titolo della Volkswagen ha avuto pesanti perdite e l'amministratore delegato Martin Winterkorn ha rassegnato le dimissioni il giorno 23 settembre 2015. Il suo posto è stato preso da Matthias Müller, già alla guida della Porsche.
Il 7 gennaio 2017 viene arrestato in Florida Oliver Schmidt, dirigente per la Volkswagen negli USA, con l'accusa di frode in relazione alla vicenda.
A luglio 2017 Giovanni Pamio ex manager di Audi, controllata dal gruppo Volkswagen, viene accusato negli USA di associazione a delinquere in truffa e violazione delle leggi ambientali ed arrestato in Germania per truffa e pubblicità ingannevole.
Il 26 agosto 2017 James Robert Liang venne condannato a 40 mesi di carcere negli Stati Uniti più una multa di 20.000 dollari.
Questo scandalo ha portato anche al blocco dell'omologazione dei modelli incriminati, come nel caso della Porsche Cayenne 3.0 TDI in Svizzera.

### Caso motori a benzina
Dopo l'ammenda di 14,7 miliardi di dollari imposto al gruppo Volkswagen per i motori diesel, anche l'Audi viene colta nella manipolazione di alcuni motori dalla California Air Resources Board (CARB). Questa volta si tratta di propulsori a benzina montati sui mezzi con cambio automatico, che hanno un sistema d'elusione differente, ma capace comunque di influire sulle misurazioni delle emissioni di CO2 e ossidi di azoto in fase di omologazione e che si attiva in base all'angolo di sterzo del volante; questo sistema su ammissione di Volkswagen "può portare a risultati incorretti e non riproducibili".

### Sviluppo
Successivamente l'attenzione venne spostata anche su altri costruttori quali FIAT e Renault sui quali si sospettano comportamenti anomali e per i quali si è avviata un'indagine.
Dopo che vennero alla luce problemi sulle emissioni da parte di molti costruttori tedeschi soprattutto del gruppo Volkswagen, problemi come serbatoi di AdBlue sottodimensionati e sottoutilizzati oltre alle centraline che rilevano e modificano i parametri di funzionamento del motore in condizione di prova, a luglio 2017 l'Antitrust dell’Unione Europea ha iniziato le indagini su un possibile cartello tra Volkswagen, Daimler, BMW, Audi e Porsche, anche se quest'ultima si è fermamente opposta a tali sospetti, e anzi ha espresso in modo molto forte come sia stata ingannata, in quanto i modelli sotto accusa utilizzavano motorizzazioni Audi, questo evento ha portato Porsche alla richiesta di 200 milioni di risarcimento ad Audi.
Agli inizi di agosto l'accordo tra produttori e governo prevede l'aggiornamento software delle centraline dei mezzi che presentano questi escamotage, molto più economico rispetto al richiamo e sostituzione di componenti meccanici, e alimentare il fondo per la “mobilità sostenibile”.
A settembre 2017 un'analisi secondo le normative recenti e la guida effettiva ha mostrato come tutti i costruttori non rispettassero i limiti imposti, con le case tedesche che avevano ridotto di molto gli sforamenti di NOx, mentre le auto di FCA e Renault sono risultate le più inquinanti, mettendo in evidenza come le soluzioni attuate dalle case tedesche abbiano ridotto lo sforamento dei modelli incriminati.

### Nuovo caso
Nel 2023 da parte del Ministero della Giustizia americano viene accusato Cummins per aver utilizzato dei "defeat device" nei suoi motori, per superare le limitazioni anti-inquinamento. Questo "defeat device" è identificabile in specifiche righe di codice del software che gestisce il motore.

## Conseguenze del mercato secondario
Uno studio realizzato dai ricercatori Prof. Itai Ater di Tel Aviv University e Nir S. Yoseph, un dottorando di Tel Aviv University, ha esplorato l'effetto dello scandalo sul mercato secondario in Israele. Secondo questo studio, che è stato pubblicato su The Journal of Industrial Economics lo scandalo delle emissioni Volkswagen ha avuto un effetto negativo statisticamente significativo sul numero di transazioni nel mercato secondario che hanno coinvolto i modelli interessati (quasi -18%) e sul loro prezzo di rivendita (quasi -6%). Lo studio rileva inoltre che la riduzione del numero di transazioni è stata guidata principalmente da venditori privati e che i venditori non privati si sono a malapena allontanati dal mercato. Questi risultati suggeriscono che l'offerta di auto usate tra i venditori privati è molto più elastica rispetto all'offerta di auto usate tra i venditori non privati. Gli autori dello studio sostengono che anche la minore disponibilità a pagare e la selezione avversa a seguito del Dieselgate potrebbero spiegare questi risultati.

## Sentenze

### Multe
Nel 2021 Volkswagen, Bmw e Daimler sono stati riconosciuti da parte dell'europa come colpevoli e condannato a pagare una multa da 875 milioni di euro, più precisamente 502,362 milioni per Volkswagen e 372,827 milioni per BMW, mentre Daimler ha ottenuto l'immunità per aver rilevato il cartello tra le società
Nel 2022 Fca US (ex Fiat-Chrysler) del gruppo Stellantis è stata condannata con una multa da quasi 300 milioni di dollari

### Risarcimento del danno
Il 25 maggio 2017 il Tribunale di Venezia ha dichiarato ammissibile l'azione collettiva promossa dall'associazione di consumatori Altroconsumo. Per chi ha acquistato dal 15 agosto 2009 al 26 settembre 2015 un'auto del Gruppo VW, Audi, Seat e Skoda con motore EA189 Euro 5 fino al 1 ottobre 2017 è stato possibile partecipare all'azione collettiva che si propone di richiedere un risarcimento pari al 15% del valore di acquisto delle auto. La prima udienza è fissata per il 6 dicembre 2017.
In Italia la prima sentenza che riconosce ad un consumatore il risarcimento del danno è stata emessa dal Tribunale di Avellino. La sentenza n. 1855/2020 del 10 dicembre 2020 accerta la pratica commerciale ingannevole messa in essere dal gruppo tedesco e condanna in solido Volkswagen Aktiengellschaft (Germania) e Volkswagen Group Italia al risarcimento del danno patrimoniale quantificato nel 20% del prezzo dell'automobile e al pagamento delle spese legali. La pronuncia riconosce che il consumatore, è stato leso nella sua libera determinazione avendo acquistato un prodotto, sulla base di messaggi ingannevoli credendo che avesse caratteristiche che in realtà non aveva e che era di qualità inferiore. A Maggio 2024 si ha un accordo tra Altroconsumo e Volkswagen per chiudere la class action avviata dall'associazione dei consumatori italiana in relazione al 'dieselgate'. Il costruttore tedesco, si legge in una nota congiunta, metterà a disposizione oltre 50 milioni di euro, con pagamenti fino a 1.100 euro per singolo proprietario, ponendo così fine a una vicenda giudiziaria iniziata nel 2015. Dell'accordo beneficeranno gli oltre 60 mila consumatori che tra il 2009 e il 2015 hanno acquistato uno dei veicoli coinvolti nel dieselgate (Volkswagen, Audi, Škoda e Seat equipaggiati con motore Diesel EA 189) e che hanno aderito e sono stati ammessi alla class action promossa da Altroconsumo. 

### Coinvolgimento di Audi
Il 18 giugno 2018 è arrestato dalla polizia tedesca l'amministratore delegato di Audi, Rupert Stadler. A Giugno 2023 esce la notizia che Stadler è stato riconosciuto colpevole di aver bloccato troppo tardi la vendita di auto diesel con emissioni manipolate. Il Tribunale di Monaco di Baviera ha condannato l'ex capo di Audi, Rupert Stadler, a una pena di 1 anno e 9 mesi con sospensione condizionale. Stadler è stato riconosciuto colpevole di frode per aver bloccato troppo tardi la vendita di auto diesel con emissioni manipolate. Lo riportano Dpa e Zeit. La sentenza contro Stadler è frutto di un patteggiamento e comprende anche una multa di ben 1,1 milioni di euro e gli alti costi del processo. Stadler si era detto a lungo innocente, ma si è infine dichiarato colpevole per evitare una pena detentiva. 
Anche i due coimputati di Stadler - l'ex responsabile dello sviluppo dei motori e successivamente membro del consiglio di amministrazione di Porsche Wolfgang Hatz e un ingegnere - hanno ricevuto una condanna per frode con sospensione della pena e multa. Si tratta delle prime sentenze penali in Germania per lo scandalo diesel esploso nel 2015. 

### Il processo
Il processo, affidato al tribunale regionale di Braunschweig, è iniziato nel settembre 2018 e si è tenuto presso il centro congressi in quanto il tribunale non ha lo spazio sufficiente per ospitare i rappresentanti dei 1.670 ricorsi. Un gruppo di investitori, con a capo il fondo americano Elliott, ha chiesto a Volkswagen 9 miliardi di euro perché, sostiene, il giorno successivo allo scoppio dello scandalo il titolo ha perso il 40% del valore che nel 2018 non è stato ancora recuperato. Volkswagen ha già sostenuto costi legali per 27 miliardi.